# Mật hoa dừa
Mật hoa dừa là mật hoa được chiết xuất từ cụm hoa của dừa và được dùng làm thực phẩm. Mật hoa dừa là một chất làm ngọt dựa trên đường sucrose. Tại một số nước, việc phát triển ngành mật hoa dừa làm tăng khả năng kinh tế của ngành dừa trong lĩnh vực thương mại, mang đến một thành phẩm có khả năng thay thế cho đường thực phẩm truyền thống, và góp phần chống biến đổi khí hậu, chủ yếu là tình trạng hạn mặn nghiêm trọng.

## Mô tả
Mật hoa dừa có vị ngọt dịu, không gắt. Thành phần chính của mật có hàm lượng lớn carbohydrate là đường sucrose từ 14,8-16,6%. Mật chứa nhiều khoáng chất như: kali, magiê, kẽm và sắt; vitamin như: vitamin B1, B2, B3 và B6 và 17 loại acid amin. Chỉ số đường huyết GI của mật hoa dừa thấp, chỉ số là 35. Khi so với các chất làm ngọt khác, hàm lượng fructose của nó khá thấp.
Việc thu hoạch mật hoa của hoa dừa đã có từ lâu đời, phổ biến tại nhiều nước Nam Á và Đông Nam Á. Tại Việt Nam, ngành mật hoa dừa đã được người Khmer khai thác sử dụng từ xưa. Đến năm 2010, việc nghiên cứu và phát triển ngành để ứng dụng vào lĩnh vực thương mại mới bắt đầu, trong đó đường và rượu là hai sản phẩm được ưu tiên nghiên cứu.

## Thu hoạch và chế biến
Cây được chọn thu hoạch mật hoa thường phải đạt 6 năm tuổi và đang cho trái. Cây mới thu hoạch thì tiết mật chậm, cây đã thu hoạch được một thời gian thì lượng mật tiết ra sẽ ít dần. Các cây dừa lai, và các cây dừa dùng lấy dầu là những cây tốt nhất để thu hoạch mật hoa. Mỗi năm chỉ thu hoạch trong vòng 6 tháng. Việc thu hoạch mật hoa không ảnh hưởng đến kết quả đậu trái và khả năng thu hoạch trái dừa tươi. Ngoài dừa cây thông thường ra, dừa nước cũng được dùng lấy mật hoa.
Hằng ngày, người canh tác phải leo len cây và dùng chày gỗ đập nhè nhẹ vào các cụm hoa dừa để kích thích sự tiết mật, vị trí cách khoảng 5 cm gần đỉnh cụm hoa. Mỗi ngày làm như vậy 2 lần, một lần vào buổi sáng một lần vào buổi chiều, sau mỗi lần thì cắt dạt hoa một lớp thật mỏng để cho cụm hoa tiếp tục tiết mật, rồi lại dùng chày gỗ gõ nhẹ. Một dụng cụ hứng mật bằng bình nhựa, ống tre, sẽ đựng mật chảy ra. Việc thu hoạch này giống như thu hoạch nước thốt nốt.
Mật sau khi được thu hoạch được chuyển vào cơ sở sản xuất để sơ chế và làm cô đặc, chủ yếu là lược và nấu với nhiệt độ cao. Chúng được nấu trong thời gian 1,5 giờ và dùng sạn đảo đều liên tục cho đến khi đặc sệt. Để có được 1 lít mật cô đặc cần 8 lít mật tươi. Chúng không thêm nguyên liệu phụ, không chất bảo quản.

## Sử dụng và các sản phẩm
Mật hoa dừa được thu hoạch để tạo ra nhiều loại thực phẩm khác nhau, như: mật hoa dừa tươi, mật hoa dừa cô đặc, nước tương, đường, giấm, rượu, siro, mật hoa dừa lên men,… Chúng có thể dùng thay thế các loại đường truyền thống trong các thức uống như trà, cà phê, sinh tố và nước trái cây; dùng trong việc nấu ăn như làm siro, bánh mì nướng hoặc kem, làm các món tráng miệng.
Năm 2023, mật hoa dừa được đánh giá OCOP 5 sao. Các công ty lớn trong lĩnh vực này là Công ty TNHH Trà Vinh FARM (Sokfarm),… Tháng 10 năm 2023, mật hoa dừa từ Việt Nam bắt đầu xuất khẩu sang thị trường Mỹ. Ngành trồng dừa có thêm đầu ra thị trường mới, bên cạnh việc bán dừa tươi, các sản phẩm liên quan mật hoa dừa đem đến lợi nhuận kinh tế khác có giá trị cao hơn.